# 언어 현지화
언어 현지화(言語現地化, language localisation 또는 language localization)는 제품의 번역을 특정 국가나 지역에 맞게 조정하는 프로세스이다. 특정한 언어로 제작된 프로그램이나 제품을 다른 언어로 사용할 수 있게 하는 과정을 말한다. (번역 참조) 언어 패치는 그에 따른 패치를 말하며, 한국어로 사용할 수 있게 만들어 주는 패치를 흔히 한글 패치, 한글화 패치라고 부른다.
공식적으로 제작사에게 허가받지 않은 언어 패치는 저작권이 있는 프로그램의 경우 모두 크랙의 일종으로 판단될 수 있으며 불법적인 요소가 포함되어 있을 수도 있다.

## 언어 태그 및 코드
언어 태그는 다양한 국제 언어를 가리킬 때 쓰인다. 이를테면 다음과 같다.
- 영어: en-GB (영국식 영어), en-US (미국식 영어), en-CA (캐나다식 영어)
- 스페인어: es-ES (카스티야 스페인어), es-MX (멕시코 스페인어), es-AR (아르헨티나 스페인어), es-CO (콜럼비아 스페인어)
- 중국어: zh-CN (중국 본토, 간체), zh-TW (대만, 번체), zh-HK (홍콩, 번체)

ISO 639-2에 정의된 언어 코드는 3개의 문자로 각 언어를 지시한다. 그러나 ISO 639-1의 언어는 두 문자를 이루고 있다.

## 언어 현지화 과정
언어 현지화 과정을 통해, 다음과 같은 방식으로 언어 패치를 배포한다:
- 실행/라이브러리 파일의 수정

1. 리소스 해커(Resource Hacker) 또는 eXeScope 등의 리소스 편집 도구를 사용하여 EXE, DLL 형식의 파일을 연다.
2. 특정 언어로 된 문장이나 낱말이나 문장을 다른 언어의 것으로 옮기고 저장한다.
3. 그 밖에 번역되지 않은 문장은 헥사 에디터(Hexa Editor) 등으로 다시 수정한다.
4. 수정된 파일을 설치 파일 등으로 패키지를 만들고 인터넷에 올린다.

- 텍스트 파일의 수정: 응용 프로그램에서 다국어를 지원하는 경우 텍스트 파일을 수정하면 된다.

1. 문서 편집 프로그램으로 언어 텍스트 파일을 열어 내용을 원하는 언어로 수정한다.
2. 파일을 저장하고 이 파일을 인터넷에 배포한다.

- 회사에서 자체 개발: 회사에서 직접 제공하는 경우 직접 소스나 텍스트 파일을 수정하여 배포한다. 특정 언어판을 따로 배포하거나 패치 형식으로 제공되는 경우도 있다.

실행 파일이나 라이브러리 파일의 경우, PECompact, ASPack 등의 프로그램에 의해 실행 압축이 걸려 있는 경우가 있다. 이 때는 압축을 풀어주는 프로그램(Unpacker, 보기:UnPecompact, UnASPack 등)을 사용하여 실행 압축을 해제해야 리소스를 수정할 수 있다. 일부 파일의 경우 리소스가 디렉터리 외부에 노출되어 있는 경우가 있는데, 보통 그림 파일이 그러하다. 이러한 파일은 그림 편집 프로그램을 이용하여 수정할 수 있다.

## 한글화 번역의 예
아래의 내용은 마이크로소프트 윈도우의 한글화 번역을 기준으로 한 것이다. 프로그램의 이름이 제품명이라면 등록된 상표명(Copyright; 상표명 뒤에  ®이 붙어 있음)이기 때문에 보통 한국어로 옮기지 않는다. 다른 언어에서도 이와 마찬가지이다.
- "&"는 단축키 Alt와 함께 쓰이는 키를 뜻한다. 메뉴나 일반 단추, 라디오 항목 등에 쓰인다.

수정할 때: &File → 파일(&F)
표시할 때: File → 파일(F)
수정할 때: &View → 보기(&V)
표시할 때: View → 보기(V)
수정할 때: E&xit → 끝내기(&X)
표시할 때: Exit → 끝내기(X)
- 단추 항목은 다음과 같이 옮긴다.

OK → 확인
Cancel → 취소
Help → 도움말
- 간단한 탭, 메뉴 항목은 다음과 같이 옮긴다.

About notepad → 메모장 정보
Properties → 속성
Advanced → 고급

## 참조
1. ↑  한글은 언어가 아니라 문자 체계를 뜻하므로, 실제로는 "한국어화 패치"가 올바른 표현이다.
2. ↑  마이크로소프트 측의 번역은 "확인"이지만, 포토샵, 맥 오에스 텐에서는 "승인"으로 옮기고 있다.

## 같이 보기
- 다중 언어 사용자 인터페이스
- PE 포맷
- 패치